# Agencia Internacional Islámica de Noticias

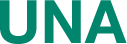
Logo de la UNA.

La Agencia Internacional Islámica de Noticias (en inglés: International Islamic News
Agency, abreviado IINA) es un órgano especializado de la Organización de la Conferencia Islámica y una agencia de noticias en árabe, francés, e inglés, y que centra su actividad en noticias sobre el mundo y asuntos islámicos.
Con sede central en Yeda, Arabia Saudita, la agencia fue creada en 1972, en virtud de una resolución de la Tercera Conferencia Islámica de Ministros de Relaciones Exteriores. Se financia por los Estados miembros de la OCI, en especial Arabia Saudita, los Emiratos Árabes Unidos, Catar, Pakistán, Kuwait, Indonesia, Egipto, Libia, Marruecos y Túnez.